# Jamník (přítok Seziny)
Jamník je potok v okresech Opava a Nový Jičín v Moravskoslezském kraji, pravostranný přítok říčky Seziny. Délka jeho toku činí 14,4 km. Plocha povodí měří 20,8 km².

## Průběh toku
Jamník pramení východně od Výškovic v nadmořské výšce okolo 440 m. Na horním toku teče jihovýchodním až východním směrem. Jihozápadně od Těškovic, jižně od nichž potok protéká hlubším lesnatým údolím, napájí vodní nádrž Jamník. Pod Bítovem se potok obrací na jih až jihozápad a teče k severnímu okraji města Bílovec, kde vzdouvá jeho hladinu Bílovecká přehrada vybudovaná v roce 1969. Poté jeho tok pokračuje k jihovýchodu k obci Bravantice, jižně od níž ústí do říčky Seziny v nadmořské výšce 234 m. V blízkosti ústí je přes údolí Bílovky, Jamníku a Seziny vedena po estakádě dálnice D1.

### Větší přítoky
Všechny jeho přítoky jsou krátké a bezejmenné.

## Vodní režim
V letním období může potok zcela vyschnout, tak jako se stalo v Bílovci v roce 1992.

## Historie a legendy
Na Jamníku bývaly tři mlýny a občasná utonutí v jejich náhonech byla příčinou lidových legend o působení vodníka. Nejznámější je legenda o mladé dívce, kterou vodník bohatě odměnil za práci v jeho zámku. Nadělil jí tolik zlata, že jí vystačilo až do smrti.

## Naučná stezka Údolím Jamníku
Naučná stezka Údolím Jamníku vede po střední části toku Jamníka z Bílovce do Bítova.